# Mistrzostwa Świata w Koszykówce Mężczyzn 1967
V mistrzostwa świata w koszykówce mężczyzn rozegrane w Urugwaju od 27 maja do 11 czerwca 1967. Reprezentacja Polski wystąpiła pierwszy raz w historii i zajęła 5. miejsce.

## Składy

### Argentyna
Norberto Battilana, Samuel Alfredo Oliva, José Ignacio de Lizaso, Néstor Delguy, Carlos Alberto Mariani, Luis Casarín, Atilio José Fruet, Alberto Pedro Cabrera, Dante Aurelio Masolini, Héctor Ismael Barreneche, Tomás Atilo Sandor, Ernesto Ghermann, trener: Miguel Ángel Ripullone.

### Brazylia
Amaury, Sérgio Macarrão, Ubiratan, César Sebba, Hélio Rubens, José Luís, Jatyr, Menon, Sucar, Edvar Simões, Emil Rached, Mosquito, trener: Togo Renan Soares “Kanela”.

### Japonia
Kaoru Wakabayashi, Kunihiko Nakamura, Masahiko Yoshida, Yoshitaka Egawa, Fumihiko Moroyama, Akira Kodama, Isao Kimura, Seiji Igarashi, Masatoma Taniguchi, Nobuo Hattori, Kenji Soda, trener: Shigeyuki Kasahara.

### Jugosławia
Borut Bassin, Radivoj Korać, Trajko Rajković, Dragan Kovačić, Vladimir Cvetković, Dragoslav Ražnatović, Ivo Daneu, Krešimir Ćosić, Josip Đerđa, Ratomir Tvrdić, Nemanja Đurić, Petar Skansi, trener: Ranko Žeravica.

### Meksyk
Rafael Herredia Estrella, Arturo Guerrero Moreno, Fernando Tiscareño González, Miguel Arellano Moreno, Antonio Ayala Arias, Eulalio Ávila Sáenz, Ricardo Pontvianne Jiménez, Alejandro Guzmán Arellano, Carlos Quintar Rohana, Raúl Palma Cano, Ricardo Monreal, Manuel Raga Navarro, trener: Lester Lane.

### Polska
Henryk Cegielski, Andrzej Chmarzyński, Zbigniew Dregier, Kazimierz Frelkiewicz, Wiesław Langiewicz, Bohdan Likszo, Mieczysław Łopatka, Bolesław Kwiatkowski, Czesław Malec, Igor Oleszkiewicz, Włodzimierz Trams, Janusz Wichowski, trener: Witold Zagórski.

### Paragwaj
Jorge Bogarín, Sergio Pavón, José Martinessi, Manuel Calonga, César Fernández, Luis González Macchi, Gualberto Echagüe, César Lezcano, Wilfredo Castro, Luis Alvarenga, Milciades Martinessi, Carlos Pagliaro, trener: Américo Bacigalupo.

### Peru
Walter Fleming Sánchez, Ricardo Duarte Mungi, Jorge Vargas, Simón Paredes, César Vittorelli, Óscar Sevilla, Manuel Vigo, Tomás Sangio, José Verano, Carlos Vásquez Pancorbo, Raúl Duarte Mungi, Manuel Valerio, trener: Carlos Alegre Benavídez.

### Portoryko
Bill McCadney, Raymond Dalmau Pérez, Tomás Gutiérrez Ferrer, Ángel Cancel Acavedo, Adolfo Porrata Doria, Alberto Zamot Bula, Victor Cuevas, Francisco Córdova, Mariano Ortiz Marrero, Richard Pietri Villanueva, Rafael Rivera, Gustavo Mattei, trener: José Santori Coll.

### Stany Zjednoczone
Vern Benson, Darius Cunningham, Mike Silliman, Charlie Paulk, Mike Barrett, John Clawson, Darel Carrier, Jay Miller, Al Tucker, Kendall Rhine, Jim Williams, Stan McKenzie, trener: Hal Fischer.

### Urugwaj
Ramiro Eduardo de León Ibarra, Walter Márquez Busto, Julio César Gómez Matteo, Victor Hernández, Omar Miguel Arrestia Ávila, Óscar Aldo Moglia Eiras, Sergio Pisano Pereira, Washington Augusto Poyet Carreras, Manuel Roberto Gadea, Daniel Borroni, Juan Ceriani, Luis Augustin García Guido, trener: Raúl Bellefín.

### Włochy
Enrico Bovone, Sauro Bufalini, Massimo Cosmelli, Domenico Fantin, Fernando Fattori, Gianluigi Jessi, Gianfranco Lombardi, Alberto Merlati, Giusto Pellanera, Carlo Recalcati, Giuseppe Rundo, Massimo Villetti, trener: Nello Paratore.

### ZSRR
Władimir Andriejew, Siergiej Biełow, Genadij Czeczuro, Jaak Lipso, Rudolf Niestierow, Modestas Paulauskas, Anatolij Poliwoda, Zurab Sakandelidze, Jurij Selichow, Aleksandr Trawin, Priit Tomson, Gienadij Wołnow, trener: Aleksander Gomelski.

## Runda grupowa

### Grupa A

#### Tabela
| msc | Drużyna           | pkt. | zw. | por. | punkty zdobyte | punkty stracone | różnica |
| --- | ----------------- | ---- | --- | ---- | -------------- | --------------- | ------- |
| 1   | Stany Zjednoczone | 6    | 3   | 0    | 218            | 192             | +26     |
| 2   | Jugosławia        | 5    | 2   | 1    | 228            | 211             | +17     |
| 3   | Meksyk            | 4    | 1   | 2    | 216            | 221             | -5      |
| 4   | Włochy            | 3    | 0   | 3    | 178            | 216             | -38     |

#### Wyniki
mecze rozgrywano w Gimnasio de Praga (Mercedes)
| 27 maja 1967 | Stany Zjednoczone | 67-56 (28-30) | Włochy |
| Stany Zjednoczone : Benson (4), Cunningham (8), Silliman (4), Paulk (2), Barrett (3), Clawson (6), Miller (12), Tucker (1), Rhine (6), Williams (0), McKenzie (8) |                   |               |        |
| Włochy : Villetti (0), Pellanera (15), Lombardi (15), Recalcati (0), Merlati (5), Fattori (3), Jessi (2), Rundo (6), Bufalini (2), Cosmelli (0), Bovone (8)       |                   |               |        |

### Grupa B

#### Tabela
| msc | Drużyna   | pkt. | zw. | por. | punkty zdobyte | punkty stracone | różnica |
| --- | --------- | ---- | --- | ---- | -------------- | --------------- | ------- |
| 1   | ZSRR      | 6    | 3   | 0    | 284            | 168             | +116    |
| 2   | Argentyna | 5    | 2   | 1    | 208            | 233             | -25     |
| 3   | Peru      | 4    | 1   | 2    | 192            | 215             | -23     |
| 4   | Japonia   | 3    | 0   | 3    | 177            | 245             | -68     |

#### Wyniki
mecze rozgrywano w (Montevideo)

### Grupa C

#### Tabela
| msc | Drużyna   | pkt. | zw. | por. | punkty zdobyte | punkty stracone | różnica |
| --- | --------- | ---- | --- | ---- | -------------- | --------------- | ------- |
| 1   | Brazylia  | 6    | 3   | 0    | 256            | 202             | +54     |
| 2   | Polska    | 5    | 2   | 1    | 258            | 242             | +16     |
| 3   | Portoryko | 4    | 1   | 2    | 240            | 260             | -20     |
| 4   | Paragwaj  | 3    | 0   | 3    | 206            | 256             | -50     |

#### Wyniki
mecze rozgrywano w Gimnasio de Salto (Salto)
| 27 maja 1967 | Brazylia | 85-41 (45-17)  | Paragwaj  |
| Brazylia : Sérgio Macarrão (15), César Sebba (13), Ubiratan (12), Menon (12), Amaury (10), Edvar Simões (10), Hélio Rubens (6), Emil Rached (6), Sucar (1)                                        |          |                |           |
| Paragwaj : Alvarenga (9), Echagüe (9), J. Martinessi (7), Fernández (6), González (6), M. Martinessi (3), Calonga (1)                                                                             |          |                |           |
| 27 maja 1967 | Polska   | 76-64 (35-29)  | Portoryko |
| Polska : Łopatka (16), Likszo (15), Malec (12), Frelkiewicz (10), Wichowski (8), Trams (8), Langiewicz (5), Dregier (2)                                                                           |          |                |           |
| Portoryko : McCadney (15), Pietri (15), Gutiérrez (14), Zamot (10), Ortiz (4), Cancel (2), Porrata (2),Dalmau (2)                                                                                 |          |                |           |
| 28 maja 1967 | Brazylia | 83-67 (48-37)  | Polska    |
| Brazylia : Amaury (17), Sérgio Macarrão (2), Ubiratan (2), César Sebba (-), Hélio Rubens (-), José Luís (-), Jatyr (18), Menon (22), Sucar (6), Edvar Simões (4), Emil Rached (-), Mosquito (12)  |          |                |           |
| Polska : Likszo (26), Łopatka (14), Malec (7), Wichowski (6), Langiewicz (4), Dregier (4), Frelkiewicz (3), Trams (2), Chmarzyński (1)                                                            |          |                |           |
| 28 maja 1967 | Paragwaj | 52-86 (23-37)  | Portoryko |
| Paragwaj : Bogarín (1), J. Martinessi (2), Calonga (9), Fernández (8), González (-), Echagüe (14), Lezcano (2), Castro (8), Alvarenga (8), M. Martinessi (-), Pagliaro (-)                        |          |                |           |
| Portoryko : McCadney (10), Dalmau (5), Gutiérrez (10), Cancel (15), Porrata (6), Zamot (8), Cuevas (2), Córdova (-), Ortiz (10), Pietri (12), Rivera (4), Mattei (4)                              |          |                |           |
| 29 maja 1967 | Paragwaj | 60-101 (26-57) | Polska    |
| Paragwaj : Bogarín (-), J. Martinessi (7), Calonga (8), Fernández (17), González (-), Echagüe (10), Lezcano (4), Castro (-), Alvarenga (2), M. Martinessi (5), Pagliaro (7)                       |          |                |           |
| Polska : Likszo (38), Łopatka (12), Dregier (8), Oleszkiewicz (8), Malec (8), Langiewicz (6), Wichowski (6), Trams (5), Cegielski (5), Frelkiewicz (3), Chmarzyński (2)                           |          |                |           |
| 29 maja 1967 | Brazylia | 92-56 (48-18)  | Portoryko |
| Brazylia : Amaury (2), Sérgio Macarrão (-), Ubiratan (13), César Sebba (4), Hélio Rubens (14), José Luís (4), Jatyr (10), Menon (24), Sucar (4), Edvar Simões (10), Emil Rached (3), Mosquito (4) |          |                |           |
| Portoryko : McCadney (6), Dalmau (6), Gutiérrez (4), Cancel (-), Porrata (8), Zamot (2), Cuevas (2), Córdova (-), Ortiz (13), Pietri (5), Rivera (4), Mattei (6)                                  |          |                |           |

## Runda finałowa

### Tabela
| msc | Drużyna           | pkt. | zw. | por. | punkty zdobyte | punkty stracone | różnica |
| --- | ----------------- | ---- | --- | ---- | -------------- | --------------- | ------- |
| 1   | ZSRR              | 11   | 5   | 1    | 449            | 368             | +81     |
| 2   | Jugosławia        | 10   | 4   | 2    | 451            | 432             | +19     |
| 3   | Brazylia          | 10   | 4   | 2    | 465            | 432             | +33     |
| 4   | Stany Zjednoczone | 10   | 4   | 2    | 457            | 391             | +66     |
| 5   | Polska            | 8    | 2   | 4    | 422            | 469             | -47     |
| 6   | Argentyna         | 7    | 1   | 5    | 399            | 479             | -80     |
| 7   | Urugwaj           | 7    | 0   | 6    | 347            | 419             | -72     |

w przypadku równej liczby punktów liczyły się bezpośrednie pojedynki. Drużyny mającymi po 10 punktów w pojedynkach między sobą miały: Jugosławia- 2 zwycięstwa, Brazylia-1 i USA-0.

### Wyniki
mecze rozgrywano w Cilindro Municipal (Montevideo)
| 2 czerwca 1967 | Polska | 61-86 (29-41) | ZSRR |
| Polska : Wichowski (7), Trams (4), Malec (6), Cegielski (3), Oleszkiewicz (-), Langiewicz (4), Chmarzyński (-), Likszo (16), Łopatka (19), Frelkiewicz (-), Kwiatkowski (2), Dregier (-) |        |               |      |
| ZSRR : Chechuro (6), Paulauskas (14), Sakandelidze (6), Travin (4), Selikhov (3), Polivoda (7), Belov (8), Tomson (10), Nesterov (1), Vol’nov (8), Lipso (10), Andreev (9)               |        |               |      |

## Klasyfikacja
1. ZSRR
2. Jugosławia
3. Brazylia
4. Stany Zjednoczone
5. Polska
6. Argentyna
7. Urugwaj
8. Meksyk
9. Włochy
10. Peru
11. Japonia
12. Portoryko
13. Paragwaj

## Statystyki

### MVP
- Ivo Daneu

### Pierwsza piątka
- Radivoj Korać
- Ivo Daneu
- Mieczysław Łopatka
- Modestas Paulauskas
- Luis Claudio Menon

### Najlepiej punktujący (średnia punktów na mecz)
1. Mieczysław Łopatka  19.7
2. Bohdan Likszo  19.3
3. Luis Claudio Menon  18.6
4. Ernesto Ghermann  18.3
5. Gianfranco Lombardi  17.5
6. Ubiratan Pereira Maciel  15.9
7. Manuel Raga  15.6
8. Radivoj Korać  14.6
9. Arturo Guererro  14.4
10. Ivo Daneu  14.0